# История жизни на Земле
Эволюция жизни на Земле началась с появления первого живого существа — около 3,9 миллиарда лет назад — и продолжается по сей день. Глубинное сходство между всеми современными организмами свидетельствует, что все они произошли от общего предка.
В начале архейского эона доминирующей формой жизни были цианобактериальные маты и археи, ставшие огромным эволюционным шагом того времени. Кислородный фотосинтез, появившийся около 2,5 млрд лет назад, в конечном итоге привёл к оксигенации атмосферы, которая началась примерно 2,4 млрд лет назад. Самые ранние свидетельства эукариот датируются 1,8 млрд лет, хотя, возможно, они появились ранее — диверсификация эукариот ускорилась, когда они начали использовать кислород в метаболизме. Позже, около 1,7 млрд лет назад, стали появляться многоклеточные организмы с дифференцированными клетками для выполнения специализированных функций.
Примерно 1,2 млрд лет назад появляются первые водоросли, а уже примерно 450 млн лет назад — первые высшие растения. Беспозвоночные животные появились в эдиакарском периоде, а позвоночные возникли около 525 миллионов лет назад во время кембрийского взрыва.
В пермском периоде среди крупных позвоночных преобладали синапсиды — предки млекопитающих, но пермское вымирание (251 млн лет назад) уничтожило 96 % всех морских видов и 70 % наземных видов позвоночных, в том числе и большинство синапсид. В ходе восстановления после этой катастрофы самыми распространёнными наземными позвоночными стали архозавры, и в середине триаса они вытеснили терапсид. В конце триаса архозавры дали начало динозаврам, которые доминировали в течение юрского и мелового периодов. Предки млекопитающих в то время представляли собой небольших насекомоядных животных. После мел-палеогенового вымирания, произошедшего около 66 миллионов лет назад, все нептичьи динозавры вымерли, и из архозавров остались только крокодилы и птицы. После этого млекопитающие стали быстро увеличиваться в размерах и разнообразии, так как теперь им почти никто не составлял конкуренцию. Такие массовые вымирания, вероятно, ускоряли эволюцию путём появления у новых групп организмов возможностей для диверсификации.
Ископаемые остатки показывают, что цветковые растения появились в раннем меловом периоде (130 миллионов лет назад) или несколько раньше, и, вероятно, помогли эволюционировать опыляющим насекомым. Социальные насекомые появились примерно в то же время, что и цветковые растения. Хотя они занимают лишь небольшую часть «родословной» насекомых, в настоящее время они составляют более половины их общего количества.
Около 6 млн лет назад предок человека — один из видов приматов — перешёл к прямохождению. Размер его мозга тогда был сравним с размером мозга других гоминид, например, современных шимпанзе, но 3 миллиона лет назад начал увеличиваться.

## Возникновение жизни
Согласно современной концепции мира РНК, рибонуклеиновая кислота (РНК) была первой молекулой, которая приобрела способность самовоспроизводиться.

Могли пройти миллионы лет, прежде чем на Земле появилась первая такая молекула. Но после её образования на нашей планете появилась возможность возникновения жизни.
Молекула РНК может работать как фермент, соединяя свободные нуклеотиды в комплементарную последовательность. Таким образом происходит размножение РНК.

Но эти химические соединения ещё нельзя назвать живым существом, так как они не имеют границ тела. Любой живой организм имеет такие границы. Только внутри изолированного от внешнего хаотического движения частиц тела могут происходить сложнейшие химические реакции, позволяющие существу питаться, размножаться, двигаться, и так далее.
Появление изолированных полостей в океане — явление довольно частое. Их образуют жирные кислоты (алифатические кислоты), попавшие в воду. Всё дело в том, что один конец молекулы гидрофильный, а другой — гидрофобный. Попавшие в воду жирные кислоты образуют сферы таким образом, что гидрофобные концы молекул находятся внутри сферы. Возможно, молекулы РНК стали попадать в такие сферы.

### Первый обмен веществ
Умение воспроизводиться и наличие границ тела — это ещё не все признаки, отличающие живое существо от неживой природы. Для воспроизведения внутри сферы из жирных кислот молекуле РНК нужно было наладить процесс обмена веществ.

### Первое деление клетки
Как начали делиться первые клетки, состоящие из молекулы РНК и мембраны из жирных кислот, в настоящее время неизвестно. Возможно, построенная внутри мембраны новая молекула РНК начинала отталкиваться от первой. В конце концов, одна из них прорывала мембрану. Вместе с молекулой РНК уходила и часть молекул жирных кислот, которые образовывали вокруг неё новую сферу.

## Докембрий (криптозой)
На докембрий (криптозо́й) приходится 3,8—4,0 млрд лет — около 88 % длительности геологической истории Земли. В этот отрезок времени на Земле произошли значительные изменения: кора остыла, появились океаны и, что самое важное, появилась примитивная жизнь. При этом его хронология разработана гораздо хуже, чем последовавшего за ним фанерозоя. Причина этого в том, что органические остатки в докембрийских отложениях встречаются крайне редко, что является одной из отличительных особенностей этих древнейших геологических образований. Поэтому палеонтологический метод изучения для докембрийских толщ неприменим.

### Катархейский эон
Исследования метеоритов, горных пород и других материалов того времени показывают, что наша планета сформировалась примерно 4,54 млрд лет назад. До этого времени вокруг Солнца был только размытый диск, состоявший из газа и космической пыли. Затем, под действием силы притяжения, пыль стала собираться в небольшие тела, которые в итоге превратились в планеты.
На протяжении многих миллионов лет на Земле не существовало никаких форм жизни. После архейского эпизода расплавления верхней мантии и её перегрева с возникновением в этой геосфере магматического океана вся первозданная поверхность Земли вместе с её первичной и изначально плотной литосферой очень быстро погрузилась в расплавы верхней мантии. Атмосфера в то время не была плотной и состояла из непригодных для дыхания газов, таких как аммиак (NH3), метан (CH4), водород (H2), хлор (Cl2), сера. Температура её достигала 80° С. Естественная радиоактивность была во много раз выше нынешней. Жизнь в таких условиях была невозможна.
4,5 млрд лет назад Земля предположительно столкнулась с небесным телом размером с Марс, гипотетической планетой Тейей. Столкновение было таким сильным, что образовавшиеся при столкновении обломки были выброшены в космос и образовали Луну. Образование Луны способствовало появлению жизни: она вызывала приливы, способствовавшие очищению и аэрации морей, и стабилизировала ось вращения Земли.
Катархейский эон (др.-греч. κατἀρχαῖος — «ниже древнейшего»), 4,54—4 миллиарда лет назад, известен как протопланетный этап развития Земли. Охватывает первую половину криптозоя. Земля в то время была холодным телом с разреженной атмосферой и без гидросферы. В таких условиях никакой жизни появиться не могло.
Во время катархея атмосфера не была плотной. Она состояла из газов и паров воды, появлявшихся при столкновении Земли с астероидами.
В связи с тем, что Луна тогда была слишком приближена (всего на 170 тысяч км) к Земле (длина экватора — 40 тысяч км), сутки длились недолго — всего 6 часов. Но по мере отдаления Луны сутки стали увеличиваться.

### Архейский эон
Первые химические следы жизни возрастом примерно 3,5 млрд лет были обнаружены в горных породах Австралии (Пилбара). Позднее органический углерод был обнаружен в породах, датируемых 4,1 млрд лет. Возможно, жизнь зародилась именно в горячих источниках, где было много питательных веществ, в том числе и нуклеотидов.
Жизнь в архее (4,0—2,5 млрд лет назад) развилась до бактерий и цианобактерий. Они вели придонный образ жизни: устилали дно моря тонким слоем слизи.

#### Эоархей
Длился 4—3,6 млрд лет назад. К эоархею относятся древнейшие геологические породы — формация Исуа в Гренландии. Из эоархейских отложений известны древнейшие возможные строматолиты, хотя эта интерпретация спорна.

#### Палеоархей
Палеоархей (от др.-греч. παλαιός — «старый» и ἀρχαῖος — «древний») продолжался с 3,6 по 3,2 млрд лет назад. В Австралии найдена самая древняя форма жизни, относящаяся к этой эре — хорошо сохранившиеся остатки бактерий возрастом 3,46 млрд лет.

#### Мезоархей
Мезоархей (от др.-греч. μέσος — «средний» и ἀρχαῖος — «древний») длился 3,2—2,8 млрд лет назад. В мезоархее уже встречаются строматолиты.

#### Неоархей
Неоархей длился 2,8—2,5 млрд лет назад. В этом периоде появился кислородный фотосинтез, который стал причиной кислородной катастрофы, случившейся в палеопротерозое. В этом периоде активно развиваются бактерии и водоросли.

### Протерозойский эон
Протерозой (греч. πρότερος — первый, старший, греч. ζωή — жизнь, 2,5 млрд—539 млн лет назад) — ознаменован возникновением сложно устроенных растений, грибов и животных (например, губки). Жизнь в начале протерозоя по-прежнему была сосредоточена в морях, так как условия на суше были не совсем благоприятными: атмосфера состояла преимущественно из сероводорода, CO2, N2, CH4, и совсем малого количества O2.
Однако, бактерии, жившие в то время в морях, стали вырабатывать O2 в качестве побочного продукта, и 2 млрд лет назад количество кислорода уже достигло устойчивого уровня. Но резкое увеличение кислорода в атмосфере привело к кислородной катастрофе, которая привела к изменению органов дыхания у организмов, населявших в то время океаны (анаэробные сменились аэробными) и изменению состава атмосферы (образования озонового слоя). Вследствие уменьшения парникового эффекта на Земле наступило длительное Гуронское оледенение: температура опускалась до −40°С.
Дальнейшие ископаемые остатки первых многоклеточных встречаются уже после оледенения. В то время океаны населяли такие животные как сприггина (Spriggina) — червеобразные животные, имевшие головной и задний концы. Такие животные, возможно, стали предками современных животных.

#### Палеопротерозой
Палеопротерозо́й — геологическая эра, часть протерозоя, начавшаяся 2,5 миллиарда лет назад и окончившаяся 1,6 миллиарда лет назад. В это время наступает первая стабилизация континентов. В это время также эволюционировали цианобактерии — тип бактерий, использующих биохимический процесс фотосинтеза для производства энергии и кислорода.
Франсвильская биота — окаменелости древнейших многоклеточных подвижных организмов возрастом около 2,1±0,3 млрд лет назад обнаружены в виде нитей в сланцах бассейна Франсвиль в Габоне.
Важнейшее событие раннего палеопротерозоя — кислородная катастрофа. До значительного повышения содержания кислорода в атмосфере почти все существующие формы жизни были анаэробами, то есть обмен веществ в живых формах зависел от форм клеточного дыхания, которые не требовали кислорода. Доступ кислорода в больших количествах губителен для большинства анаэробных бактерий, поэтому в это время большая часть живых организмов на Земле исчезла. Оставшиеся формы жизни были либо невосприимчивы к окислению и губительному воздействию кислорода, либо проводили свой жизненный цикл в среде, лишенной кислорода.

#### Мезопротерозой
Мезопротерозо́й — геологическая эра, часть протерозоя, начавшаяся 1,6 миллиарда лет назад и окончившаяся 1 миллиард лет назад.
Волынская биота — окаменелости многоклеточных организмов с минимальным возрастом около 1,5 млрд лет назад обнаружены в минералах Волынского кварцевого рудника на Украине, в том числе были найдены макроскопические организмы, по морфологии напоминающие эукариотические грибы.

#### Неопротерозой
Неопротерозой, англ. Neoproterozoic Era — геохронологическая эра (последняя эра протерозоя), начавшаяся 1000 млн лет назад и завершившаяся 541 млн лет назад.
С геологической точки зрения характеризуется распадом древнего суперконтинента Родиния как минимум на 8 фрагментов, в связи с чем прекращает существование древний суперокеан Мировия. Во время криогения наступило самое масштабное оледенение Земли — льды достигали экватора (Земля-снежок).
635 миллионов лет назад, в самом начале эдиакарского периода, на сушу выходят некоторые грибы
575 миллионов лет назад происходит Авалонский взрыв, приведший к возникновению животных эдиакарской биоты. К позднему неопротерозою (эдиакарий) относятся древнейшие известные ископаемые остатки крупных живых организмов, так как именно в это время у них начинает вырабатываться некое подобие твёрдой оболочки или скелета.

## Фанерозой
Фанерозойский эон (др.-греч. φανερός ζωή — «явная жизнь») начался примерно 541 млн лет назад и продолжается в наше время. В фанерозое появлялись и вымирали самые причудливые создания, в том числе гигантские насекомые и динозавры.
| Докембрий | Фанерозой | Фанерозой | Фанерозой | Фанерозой | Фанерозой | Фанерозой | Фанерозой | Фанерозой | Фанерозой | Фанерозой | Фанерозой | Фанерозой | Эон       |
| Докембрий | Палеозой  | Палеозой  | Палеозой  | Палеозой  | Палеозой  | Палеозой  | Мезозой   | Мезозой   | Мезозой   | Кайнозой  | Кайнозой  | Кайнозой  | Эра       |
| --------- | --------- | --------- | --------- | --------- | --------- | --------- | --------- | --------- | --------- | --------- | --------- | --------- | --------- |
| Докембрий | Кембрий   | Ордо вик  | Сил ур    | Девон     | Карбон    | Пермь     | Триас     | Юра       | Мел       | Палео ген | Нео ген   |           | П-д       |
| 4567      | 538,8     | 486,85    | 443,1     | 419,62    | 358,86    | 298,9     | 251,902   | 201,4     | 143,1     | 66,0      | 23,04     |           | млн лет ← |
| 4567      | 538,8     | 486,85    | 443,1     | 419,62    | 358,86    | 298,9     | 251,902   | 201,4     | 143,1     | 66,0      | 23,04     | 2,58      |           |

### Палеозойская эра
В начале палеозоя (греч. πᾰλαιός — «древний», греч. ζωή — «жизнь») появились животные с твёрдым наружным скелетом. В образованиях этой эры встречается множество окаменевших остатков таких животных.

#### Кембрийский период
В кембрийском периоде (539—485 млн лет назад) внезапно появляется огромное разнообразие живых организмов — предков нынешних представителей многих подразделений животного царства (в отложениях, предшествующих кембрию, остатки таких организмов отсутствуют). Это внезапное в геологическом масштабе событие, но в реальности длившееся миллионы лет, известно в науке как кембрийский взрыв.
Ископаемые остатки животных кембрийского периода находят довольно часто и по всему миру. В начале кембрийского периода (примерно 540 млн лет назад) у некоторых групп животных появляется сложно устроенный глаз. Появление этого органа было огромным эволюционным шагом — теперь животные могли видеть окружающий их мир. Так, жертвы теперь могли видеть охотников, а охотники — своих жертв.
В кембрийском периоде на суше животная жизнь не существовала. Но океаны были густо населены беспозвоночными, например, губками, трилобитами, аномалокарами. Время от времени огромные подводные оползни погребали сообщества морских существ под тоннами ила. Благодаря этим оползням мы можем наглядно представить себе, каким причудливым был животный мир кембрийского периода, ведь в иле прекрасно сохранились в виде окаменелостей даже нежные мягкотелые животные.
В морях позднего кембрийского периода основными группами животных были членистоногие, иглокожие и моллюски. Но самым важным обитателем морей того времени было бесчелюстное существо хайкоуихтис — у него, кроме глаз, развилась хорда.

#### Ордовикский период
Во время ордовика (485—444 млн лет назад) суша оставалась необжитой, за исключением грибов и лишайников, которые первыми стали жить на суше. Но основная жизнь развивалась довольно активно в морях.
Основными обитателями ордовикских морей были членистоногие, такие как мегалограпт. Они могли ненадолго выходить на сушу, чтобы отложить икру. Но были и другие обитатели, например, представитель класса головоногих ортокон камероцерас.
Позвоночные животные в ордовике сформировались ещё не до конца. В морях плавали потомки хайкоуихтиса, у которых имелось образование, напоминающее позвоночник.
Также в морях ордовикского периода жили представители кишечнополостных, иглокожих, кораллов, губок и других беспозвоночных.

#### Силурийский период
В силуре (444—419 млн лет назад) на сушу выходят некоторые растения, к примеру, куксонии (Coocsonia), которые достигали в высоту не более 10 см, и некоторые виды лишайников. У некоторых членистоногих развились примитивные лёгкие, позволявшие им дышать атмосферным воздухом, например, скорпион бронтоскорпио мог находиться на суше в течение четырёх часов.
В морях спустя миллионы лет формируются огромные коралловые рифы, где находили себе убежище мелкие ракообразные и плеченогие. В этом периоде членистоногие становятся ещё больше, например, ракоскорпион птеригот мог достигать 2,5 метров в длину, однако он был слишком крупным, чтобы выползать на сушу.
В силурийских морях появляются окончательно сформировавшиеся позвоночные животные. В отличие от членистоногих, у позвоночных имелся костный хребет, позволявший им лучше маневрировать под водой. У позвоночного цефаласписа, например, также развились сенсорные органы, которые генерировали особое магнитное поле, позволявшее ему ощущать окружающую среду. Также у цефаласписа развился примитивный мозг, позволявший животному запоминать некоторые события.

#### Девонский период
В девоне (419—359 млн лет назад) жизнь продолжает активно развиваться на суше и в море. Появляются первые примитивные леса, состоящие в основном из древнейших примитивных древовидных папоротников археоптерисов (Archaeopteris), которые произрастали в основном по берегам рек и озёр.
Основная жизнь в раннем девоне была представлена в основном членистобрюхими и многоножками, которые дышали всей поверхностью тела и жили в очень влажных местах. Однако, к концу девона у древних артроподов появляется хитиновый панцирь, сокращается число сегментов тела, четвёртая пара лап превращается в усики и челюсти, у некоторых также развились крылья. Так появилась новая эволюционная ветвь — насекомые, которая смогла освоить самые разнообразные уголки планеты.
В середине девона на сушу ступили первые амфибии (например, гинерпетон, ихтиостега). Они не могли жить вдали от воды, так как их кожа была ещё очень тонка и не защищена от пересыхания. К тому же, амфибии могли размножаться только при помощи воды — икринками. Вне воды потомство амфибии погибло бы: икру иссушило бы солнце, ведь она не защищена никакой оболочкой, кроме тонкой плёнки.
У рыб развились челюсти, позволявшие им ловить быстро плавающих жертв. Они стали стремительно увеличиваться в размерах. Девонский период характеризуется расцветом примитивных рыб, в частности, хрящевых. К концу девона в морях появились первые костные рыбы, такие как гигантская хищная гинерия, которые оттеснили хрящевых рыб (в частности, предков современных акул) на задний план. Однако самыми грозными обитателями девонских морей были представители группы плакодерм, такие как дунклеостей и динихтис, достигавшие в длину 8-10 метров.

#### Каменноугольный период
В каменноугольном периоде (359—299 млн лет назад) почти на всей планете климат был жаркий и влажный. В болотистых лесах того времени росли преимущественно хвощи, древовидные папоротники и гигантские лепидодендроны, достигавшие в высоту от 10 до 35 метров, и в диаметре ствола — до одного метра.
Фауна была представлена огромным количеством существ. Обилие тепла, влаги и кислорода способствовало увеличению размера членистоногих, так, например, артроплевра могла достигать 2,5 метров в длину, а громадная стрекоза меганевра — 75 см в размахе крыльев.
Такие условия способствовали и процветанию амфибий. Они (например, протерогиринус) заняли все прибрежные области обитания, практически окончательно вытеснив двоякодышащих и кистепёрых. В каменноугольном периоде амфибии дали начало первым рептилиям (завропсидам) и синапсидам или их общему предку. Первые рептилоподобные существа были очень маленькими животными, напоминавшими современных ящериц, например, длина петролакозавра не превышала 40 сантиметров в длину. Они могли откладывать яйца на суше — это было большим эволюционным шагом, к тому же их кожа была защищена плотной чешуёй, защищавшей кожу животного от высыхания, а значит, они могли спокойно уходить далеко от воды. Наличие таких приспособительных особенностей и определило их дальнейший эволюционный успех в качестве наземных животных.
В морях каменноугольного периода также было множество форм жизни. Костные рыбы (предки большинства современных рыб) доминировали в толще воды, а морское дно покрывали многочисленные коралловые рифы, тянущиеся на многие километры вдоль побережий древних материков.
Конец карбона, примерно 290 млн лет назад, ознаменовал длительный ледниковый период, окончившийся в начале перми. Ледники медленно подбирались к экватору с севера и юга. Многие животные и растения не смогли приспособиться к таким климатическим условиям и вскоре вымерли.

#### Пермский период
Из-за ледникового периода в конце карбона — в пермском периоде (299—252 млн лет назад) — климат стал прохладнее и суше. Пышные тропические леса и болота сменили бескрайние пустыни и засушливые равнины. В таких условиях росли только самые стойкие растения — папоротники и примитивные хвойные.
Вследствие исчезновения болот резко сократилась численность амфибий, так как они могли жить только рядом с водой (например, амфибия-рептилиоморф сеймурия). Место амфибий заняли рептилии и синапсиды, так как они были хорошо приспособлены к жизни в сухом климате. Синапсиды стали быстро увеличиваться в размере и численности, им удалось расселиться по всей суше, они дали начало таким крупным наземным животным, как пеликозавры (например, диметродоны и эдафозавры). Из-за холодного климата у таких животных развился парус, который помогал им регулировать температуру тела.
В эпоху поздней перми сложился единый суперконтинент — Пангея. В местах с особенно сухим и жарким климатом стало образовываться всё больше пустынь. В это время пеликозавры дали начало терапсидам — предкам млекопитающих. Они отличались от своих предков прежде всего тем, что имели отличное от них строение зубов; во-вторых, эта группа имела гладкие кожные покровы (в процессе эволюции чешуя у них так и не развилась); в-третьих, у некоторых представителей этой группы развились вибриссы (а позже и шёрстный покров). Отряд терапсид включал как кровожадных хищников (например, горгонопсы), так и роющих растительноядных животных (например, дииктодона). Помимо терапсид, на суше обитали и представители семейства парейазавров подкласса анапсидов, например, покрытый толстой бронёй скутозавр. Появляются и первые архозавроморы, такие как архозавр. Как и терапсиды, эти существа несли ряд прогрессивных признаков, в частности, повышение уровня обмена веществ (вплоть до теплокровности).
К концу пермского периода климат стал намного более сухим, что привело к сокращению площади прибрежных зон с густой растительностью и увеличению площади пустынь. В результате из-за недостатка жизненного пространства, корма и кислорода, вырабатываемого растениями, многие виды животных и растений вымерли. Это эволюционное событие получило название массового пермского вымирания в процессе которого вымерло 95 % всех живых существ. Учёные до сих пор спорят о причинах этого вымирания, и выдвигают некоторые гипотезы:
1. Падение одного или нескольких метеоритов либо столкновение Земли с астероидом диаметром в несколько десятков километров (одним из доказательств этой версии служит наличие 500-километрового кратера в районе Земли Уилкса[61][62][63];
2. Усиление вулканической активности;
3. Внезапный выброс метана со дна моря;
4. Излияние траппов (базальтов), вначале относительно небольших Эмейшаньских траппов около 260 млн лет назад, затем колоссальных Сибирских траппов 251 млн лет назад[64]. С этим могли быть связаны вулканическая зима, парниковый эффект из-за выброса вулканических газов и другие климатические изменения, повлиявшие на биосферу[65][66].

Однако эволюция на этом не прекратилась: через некоторое время выжившие виды живых существ дали начало новым, ещё более диковинным формам жизни.

### Мезозойская эра
В мезозое на Земле обитали самые причудливые организмы. Самые известные из них — динозавры. Они доминировали в течение 160 млн лет на всех континентах. Они были самых различных размеров: от совсем крошечного микрораптора, который достигал всего 70 см в длину и веса 0,5 кг, до гигантского амфицелия, возможно достигавшего в длину 50 метров, а веса 150 тонн. Но, кроме динозавров, в то время нашу планету населяло ещё множество не менее интересных существ. Вышедшие на передний план рептилии также заняли воздушную и водную среду. В то время на Земле было огромное разнообразие форм жизни, которые продолжали эволюционировать и совершенствоваться.

#### Триасовый период
В начале триасового периода (252—201 млн лет назад) жизнь на планете продолжала медленно восстанавливаться после массового вымирания видов в конце пермского периода. Климат на большей части земного шара был жарким и сухим, но количество выпадавших осадков вполне могло обеспечить довольно высокое разнообразие растений. Самыми распространёнными в триасе были примитивные хвойные, папоротники и гинкговые, ископаемые остатки которых встречаются по всему свету, включая даже полярные области Земли.
Животные, пережившие пермское массовое вымирание видов, оказались в очень выигрышной ситуации — ведь на планете почти не осталось ни их пищевых конкурентов, ни крупных хищников. Хотя уже в конце пермского периода архозавроморфы медленно начали выходить на передний план. Растительноядные рептилии стали быстро увеличиваться в численности. То же самое произошло и с некоторыми хищниками. В скором времени большинство животных дало начало множеству новых и необычных видов. В раннем триасовом периоде некоторые рептилии возвратились жить в воду; от них произошли нотозавры и прочие полуводные существа.
В начале триасового периода жили возможные предки динозавров, такие как эупаркерия. Отличительным свойством эупаркерии от других архозавроморфов было то, что она могла вставать и бегать на задних лапах.
В позднем триасовом периоде (227—206 млн лет назад) на Земле произошли события, предопределившие развитие жизни на протяжении всей остальной части эры динозавров. В результате раскола гигантского суперконтинента Пангеи образовалось несколько материков. Вплоть до позднего триаса на суше были распространены последние терапсиды, представленные, например, плацериасом и листрозавром, а также несколько других групп причудливых пресмыкающихся, к которым относились танистрофей и протерозух. Но за сравнительно короткое время численность терапсид сильно сократилась (за исключением группы цинодонтов, давших начало млекопитающим). Их место заняли рептилии — архозавры, три основные группы которых вскоре стали господствующими. Этими группами животных были динозавры, птицы (произошедшие от динозавров), птерозавры и крокодиломорфы. Быстро эволюционировали и морские рептилии: ранние ихтиозавры и завроптеригии.
Конец триасового периода ознаменовало новое массовое вымирание видов, сравнимое с аналогичным событием в конце перми. Его причины остаются загадкой. Одно время учёные связывали его с падением на Землю астероида, оставившего после себя огромный кратер Маникуаган (Канада) диаметром 100 км, но, как выяснилось, это событие произошло гораздо раньше.

#### Юрский период
В раннем юрском периоде (206—180 млн лет назад) климат на Земле стал более тёплым и влажным. В приполярных регионах поднялись хвойные леса, а тропики покрылись зарослями хвойных растений, папоротников и саговников. По мере того, как континенты медленно расходились, в некоторых низинных уголках планеты формировался муссонный климат; образовались обширные речные бассейны, регулярно затопляемые водой. В ранний юрский период динозавры и птерозавры быстро увеличиваются в размерах, становятся более многочисленными и разнообразными и начинают расселяться по всему земному шару. Не отстают от них и морские рептилии (ихтиозавры и плезиозавры), а также моллюски (например, аммониты).
В среднем и позднем юрском периоде (180—144 млн лет назад) климат в некоторых тропических частях света стал более сухим. Возможно, изменение климата и явилось причиной того, что многие динозавры начали быстро превращаться в настоящих гигантов. Среди растительноядных динозавров — завропод — появляются, например, диплодоки, брахиозавры и прочие тяжеловесные монстры, а среди хищников — развитые тероподы — такие, как громадный аллозавр. Но по суше бродили и представители других групп динозавров (например, стегозавры и отниелия). Помимо динозавров, на суше были распространены и наземные крокодиломорфы — столь же активные, теплокровные охотники (хотя известен и ряд всеядных или растительноядных форм), они занимали более скромные экологические ниши. Крылатые птерозавры были представлены как рыбоядными видами (например, рамфоринхом), так и крошечными насекомоядными рептилиями (например, анурогнатом).
Тёплые юрские моря изобиловали планктоном, служившим кормом лидсихтису и другим крупным рыбам. Хищные плезиозавры были представлены длинношеими формами, питающимися рыбой, и короткошеими плиозавроидами, специализирующимися на более крупной добыче; в мелководных морях охотились морские крокодиломорфы (например, метриоринх), резко отличавшиеся от привычных нам крокодилов.

#### Меловой период
В меловом периоде (145—66 млн лет назад) климат на планете по-прежнему оставался тёплым; благодаря обильным сезонным дождям почти весь земной шар — от экватора до приполярных областей — был покрыт пышной растительностью. В позднем юрском периоде появились столь обычные сегодня цветковые (покрытосеменные) растения, а в меловом периоде они стали уже одной из господствующих групп растений на планете. В конце мелового периода цветковые вытеснили во многих регионах хвойные, папоротники и саговники, всерьёз заявив свои права на господствующее положение в мире растений, которые они окончательно утвердят в кайнозойскую эру.
В результате продолжавшегося расхождения континентов образовывались всё новые проливы, моря и океаны, затруднявшие свободное перемещение животных по планете. Постепенно на континентах начали появляться собственные виды растений и животных.
Меловой период так же, как и предшествующий ему юрский период, был эпохой настоящих гигантов. В Южной и Северной Америке обитали зауроподы титанозавры — одни из самых тяжёлых животных, когда-либо обитавших на Земле. На них охотились такие хищники, как мапузавры и акрокантозавры. В Северной Америке ближе к концу мелового периода эта фауна была заменена исполинскими хищными тираннозавридами и рогатыми цератопсами. В целом, динозавры продолжали развиваться и специализироваться. Млекопитающие (например, дидельфодон) по-прежнему не играли в жизни планеты сколько-нибудь существенной роли; они оставались небольшими животными, но их численность (особенно к концу мелового периода) начала заметно увеличиваться.
Большие изменения произошли и в морях. Их бывшие властелины (ихтиозавры и плиозавры) претерпели упадок, и их место заняли мозазавры — новая группа гигантских морских рептилий, включавшей, например, платекарпуса и тилозавра.
Увеличились размеры крылатых ящеров птерозавров. Орнитохейрус, птеранодон и другие крупные птерозавры преодолевали по воздуху огромные расстояния и, возможно, даже перелетали с континента на континент. В воздухе порхали примитивные птицы (например, иберомезорнис); некоторые морские пернатые (как, например, гесперорнис) летать не умели, зато обладали внушительными размерами.
Конец мелового периода (примерно 66 млн лет назад) был отмечен мел-палеогеновым вымиранием, стёршим с лица Земли около 40 % всех существовавших в то время семейств животных. Исчезли в том числе птерозавры, аммониты и мозазавры, но самыми знаменитыми жертвами этой катастрофы были, конечно же, нептитчьи динозавры. Едва оправились после этого испытания и многие другие группы живых существ.
Вопрос о причинах вымирания до сих пор вызывает среди учёных горячие споры. Вот несколько версий, которые находят наибольшее количество сторонников:
1) Больше всего сторонников (и подтверждений) имеет теория столкновения Земли с гигантским астероидом. Столкновение произошло на территории полуострова Юкатан в Мексиканском заливе. Метеорит имел диаметр около 10 км (длина его была столь огромна, что когда одна его часть коснулась воды в заливе, то другая находилась ещё в верхних слоях атмосферы), и после его падения образовался кратер диаметром 160 км. Однако, всё же не все учёные верят, что даже такое сильное столкновение могло уничтожить столько видов животных в такой короткий срок.
2) Некоторые учёные поддерживают теорию о миграции болезней: из-за падения уровня океана 66 млн лет назад образовались некоторые сухопутные переправы с материка на материк. Животные стали перебираться с материка на материк, а вместе с ними и их паразиты, болезни. Так как иммунитет животных с одного материка не приспособлен к болезням и паразитам с другого, то даже не смертельная болезнь для животных, например, из Азии, может оказаться смертельной для животного, например, из Америки. Из-за этого начались массовые эпидемии. В Азию мигрировали, например, круглые черви, а в Америку — эхинококки. Но, опять же, возможность вымирания стольких видов животных из-за миграции паразитов крайне мала — вскоре животные приспособились бы к болезням.
3) Возможно, мел-палеогеновое вымирание связано с повышенной вулканической активностью.
В нескольких местах земного шара 66 млн лет назад произошли массовые извержения. Мощные потоки лавы вырывались, к примеру, из огромных вулканов на Индостане. Потоки лавы уничтожали на пути всех животных и места их обитания. Ещё более опасными были вырывающиеся из вулканов ядовитые газы. От них умирали ещё не вылупившиеся детёныши живших в то время динозавров, и задыхались взрослые животные.
4) Наша планета движется в космосе вместе с галактикой Млечный Путь. Существует теория, что Земля и Солнечная система время от времени попадают в области космоса, где очень много мелких и крупных метеоритов. Возможно, именно 66 млн лет назад нечто подобное и случилось, и тогда на Землю обрушились огромные метеоритные потоки. Некоторые метеориты были столь велики, что не сгорали в атмосфере и врезались в Землю. Однако палеонтологи считают эту теорию маловероятной.
5) Некоторые учёные полагают, что 66 млн лет назад на расстоянии примерно в 200—300 световых лет от Земли взорвалась сверхновая звезда. Такие звёзды во время взрыва выделяют огромное количество энергии. Излучение от взрыва может уничтожить жизнь в радиусе сотен световых лет. Так вот, в момент взрыва произошёл такой выброс энергии, что сжёг озоновый слой в атмосфере Земли. После этого препятствий для солнечной радиации больше не было, и она начала поражать клетки растений и животных.
6) Многие палеонтологи также считают, что ни одна из вышеприведённых теорий не способна объяснить гибель стольких видов живых существ. Они считают, что только вместе все эти катастрофы способны набрать достаточную силу, чтобы вызвать массовое вымирание видов: сначала повысилась вулканическая активность на планете, что могло вызвать падение уровня океанов, которое привело к массовым эпидемиям, затем рядом с нашей галактикой взорвалась сверхновая, вследствие чего сгорел озоновый слой, и наконец Земля попала в область с огромным количеством метеоритов и претерпела множество столкновений с мелкими и, наконец, с одним огромным, что привело к концу динозавров и многих других животных.
Есть и другие теории, касающиеся мел-палеогенового вымирания, но они поддерживаются совсем немногими учёными.
Но всё же, как бы то ни было, 66 млн лет назад на смену резко завершившейся мезозойской эре — «веку рептилий», пришла кайнозойская эра — «век млекопитающих».

### Кайнозойская эра
Массовое вымирание видов 66 млн лет назад ознаменовало собой начало новой, продолжающейся и сегодня кайнозойской эры. В результате катастрофических событий тех далёких времён с лица нашей планеты исчезли все животные размером крупнее крокодила. А уцелевшие небольшие животные оказались с наступлением новой эры в совершенно ином мире. В кайнозое продолжался дрейф (расхождение) континентов. На каждом из них формировались уникальные сообщества растений и животных.
| Мезозой | Кайнозой | Кайнозой | Кайнозой | Кайнозой | Кайнозой | Кайнозой | Кайнозой | Эра        |
| Мезозой | Палеоген | Палеоген | Палеоген | Неоген   | Неоген   | Чт       | Чт       | П-д        |
| ------- | -------- | -------- | -------- | -------- | -------- | -------- | -------- | ---------- |
| Мезозой | Палеоцен | Эоцен    | Олигоцен | Миоцен   | П        | п        |          | Эп.        |
| 251,902 | 66       | 56       | 33,9     | 23,04    | 5,333    | 2,58     |          | млн. лет ← |
| 251,902 | 66       | 56       | 33,9     | 23,04    | 5,333    | 2,58     | 0,0117   |            |

#### Палеогеновый период
Палеоге́н, палеогеновый период — геологический период, первый период кайнозоя. Начался 66 млн лет назад, закончился — 23,03 млн. Продолжался 43 млн лет.
В палеогене климат был ровным тропическим. Практически вся Европа была покрыта вечнозелёными тропическими лесами, и лишь в северных областях произрастали листопадные растения. Во второй половине палеогена климат становится более континентальным, появляются ледяные шапки на полюсах.
В этом периоде начался бурный расцвет млекопитающих. После вымирания большого количества рептилий возникло множество свободных экологических ниш, которые начали занимать новые виды млекопитающих. Были распространены яйцекладущие, сумчатые и плацентарные. В лесах и лесостепях Азии возникла так называемая «индрикотериевая фауна».
В воздухе господствуют веерохвостые беззубые птицы. Широко распространены крупные бегающие хищные птицы (диатримы). Увеличивается разнообразие цветковых растений и насекомых.
В морях процветают костистые рыбы. Появляются примитивные китообразные, новые группы кораллов, морских ежей, фораминиферы — нуммулитиды достигают нескольких сантиметров в диаметре, что очень много для одноклеточных. Вымирают последние белемниты, начинается расцвет головоногих с редуцированной или вовсе исчезнувшей раковиной — осьминогов, каракатиц и кальмаров, вместе с белемнитами объединяемых в группу колеоидей.

##### Палеоценовая эпоха
С наступлением палеоцена (66—56 млн лет назад) опустевшая планета начинает медленно восстанавливаться от последствий катастрофы. Первыми преуспели в этом растения. Всего через несколько сотен тысяч лет значительная часть земной суши покрылась непроходимыми джунглями и болотами; густые леса зашумели даже в приполярных областях Земли. Животные, пережившие массовое вымирание видов, оставались небольшими; они ловко лавировали между стволами деревьев и лазали по веткам. Крупнейшими животными планеты в то время были птицы. В джунглях Европы и Северной Америки, например, охотился свирепый хищник гасторнис, достигавший высоты 2,2 метра.
Вымирание динозавров позволило млекопитающим широко расселиться по планете и занять новые экологические ниши. В конце палеоцена (примерно 55 млн лет назад) их разнообразие резко увеличилось. На Земле появились предки многих современных групп зверей — копытных, слонов, грызунов, приматов, рукокрылых (например, летучих мышей), китов, сирен. Мало-помалу млекопитающие начинают покорять земной шар.

##### Эоценовая эпоха
В начале эоцена (56—34 млн лет назад) значительная часть суши по-прежнему была покрыта непроходимыми джунглями. Климат оставался тёплым и влажным. По лесной подстилке бегали и прыгали примитивные млекопитающие (крошечная лошадь пропалеотерий, лептиктидий и др.). На деревьях жила годиноция (один из древнейших приматов), а в Азии обитал амбулоцет — примитивный кит, умевший ходить по суше.
Примерно 43 млн лет назад климат на Земле стал более прохладным и сухим. На значительной части планеты густые джунгли уступили место редколесью и пыльным равнинам. Жизнь на открытой местности способствовала увеличению размеров млекопитающих.
Азия стала родиной гигантских бронтотериев (например, эмболотерия) и массивных плотоядных зверей (например, эндрюсарха, достигавшего в длину 5,5 метров). В тёплых морях плавали примитивные киты (например, базилозавр и дорудон), а на побережье Африки жили меритерий и причудливый арсинойтерий.
Приблизительно 35 млн лет назад начала замерзать расположенная у южного полюса Антарктика; её поверхность медленно покрывалась громадными ледяными щитами. Климат на планете стал более прохладным, а уровень воды в океанах упал. В различных частях света сильно изменился сезонный ритм дождей. Многие животные не смогли приспособиться к этим изменениям, и всего через несколько миллионов лет примерно пятая часть всех обитавших на Земле видов живых существ вымерла.

##### Олигоценовая эпоха
В начале олигоцена (34—23 млн лет назад) климат на планете был сухим и прохладным, что способствовало образованию открытых равнин, полупустынь и кустарниковых зарослей. В результате изменения климата в конце эоцена многие древние семейства млекопитающих вымерли. Их место заняли новые виды зверей, включая и прямых предков некоторых современных млекопитающих — носорогов, лошадей, свиней, верблюдов и кроликов.
Среди млекопитающих продолжают появляться гигантские вегетарианцы (Paraceratherium, например, не уступали размерами некоторым динозаврам — они могли достигать 5 метров в высоту и весить до 17 тонн) и хищники (такие как энтелодон и гиенодон).
В результате продолжавшегося расхождения континентов Южная Америка и Австралия полностью обособились от остального мира. Со временем на этих «островных» континентах сформировалась уникальная фауна, представленная сумчатыми млекопитающими и другими диковинными животными.
Около 25 млн лет назад в Азии образуются первые безбрежные равнины, поросшие злаками — степи. С тех пор злаки, которые прежде были несущественным элементом наземных ландшафтов, во многих частях света постепенно превращаются в господствующий тип растительности, покрывшей в конце концов пятую часть поверхности суши.

#### Неогеновый период
Неоге́н — геологический период, второй период кайнозоя. Неогеновый период начался около 25 миллионов лет назад, закончился лишь 2 миллиона лет назад. Продолжительность неогена — 23 миллиона лет. Млекопитающие осваивают моря и воздух — возникают киты и рукокрылые. Плацентарные оттесняют на периферию остальных млекопитающих. Фауна этого периода становится всё более похожей на современную. Но сохраняются и отличия — до сих пор существуют мастодонты, гиппарионы, саблезубые тигры. Крупные нелетающие птицы играют большую роль, особенно в изолированных, островных экосистемах.

##### Миоценовая эпоха
Чередование засушливых и дождливых сезонов привело к тому, что в миоцене (23—5 млн лет назад) значительная часть суши покрылась бескрайними степями. Поскольку злаки и другие травы перевариваются плохо, у травоядных млекопитающих сформировались новые типы зубов и изменился пищеварительный аппарат, что позволило им извлекать из этого легкодоступного корма максимум питательных веществ.
Степи стали родиной быков, оленей и лошадей. Многие из этих животных держались стадами и кочевали с места на место вслед за дождями. А за стадами травоядных шли по пятам хищники.
Другие млекопитающие предпочитали ощипывать листья деревьев и кустарников. Некоторые из них (например, динотерий и халикотерий) достигали очень больших размеров.
В миоцене образовались многие горные системы — Альпы, Гималаи, Анды и Скалистые горы. Некоторые из них оказались настолько высокими, что изменили характер циркуляции воздуха в атмосфере и стали играть важную роль в формировании климата.

##### Плиоценовая эпоха
В плиоцене (5—2,6 млн лет назад) климат Земли стал ещё более разнообразным. Планета разделилась на множество климатических регионов — от территорий, покрытых полярными льдами, до жарких тропиков.
В поросших злаками степях каждого континента появлялись всё новые виды травоядных животных и охотившихся на них хищников. В восточной и южной части Африки густые леса уступили место открытым саваннам, что заставило первых гоминид (например, афарского австралопитека) спуститься с деревьев и добывать корм на земле.
Около 2,5 млн лет назад южноамериканский континент, который примерно в течение 30 млн лет находился в изоляции от остального мира, столкнулся с Северной Америкой. С севера на территорию современной Аргентины проникли смилодоны и другие хищники, а гигантские дедикуры, фороракосы и другие представители южноамериканской фауны перебрались в Северную Америку. Это переселение животных получило название «Великий обмен». В конце плиоцена произошло вымирание морской мегафауны (млекопитающих, морских птиц, черепах и акул) — 36 % плиоценовых родов не смогли выжить в плейстоцене. Показатели вымирания были в три раза выше средней кайнозойской нормы (в 2,2 раза выше, чем в миоцене, на 60 % выше, чем в плейстоцене).

#### Антропогеновый (четвертичный) период
Это самый короткий геологический период, но именно в четвертичном периоде сформировалось большинство современных форм рельефа и произошло множество существенных событий в истории Земли (с точки зрения человека), важнейшие из которых — ледниковая эпоха и появление человека. Продолжительность четвертичного периода так мала, что обычные палеонтологические методы относительного и изотопного определения возраста оказались недостаточно точны и чувствительны. На таком коротком интервале времени применяется прежде всего радиоуглеродный анализ и другие методы, основанные на распаде короткоживущих изотопов. Специфика четвертичного периода по сравнению с другими геологическими периодами вызвала к жизни особую ветвь геологии — четвертичную.
Четвертичный период подразделяется на плейстоцен и голоцен.

##### Плейстоценовая эпоха
В начале плейстоцена (2,6 млн лет назад — 11,7 тыс. лет назад) на земле наступил длительный ледниковый период. В течение двух миллионов лет на планете многократно чередовались очень холодные и относительно теплые отрезки времени. В холодные промежутки, которые продолжались примерно 40 тысяч лет, континенты подвергались нашествию ледников. В промежутках с более тёплым климатом (межледниковьях) льды отступали, и уровень воды в морях поднимался.
1250—700 тыс. л. н., во время среднеплейстоценового перехода, в Беринговом море резко изменилась картина циркуляции воды, так как Берингов пролив был перегорожен ледниковым щитом и холодная вода, образующаяся в Беринговом море из-за таяния льда, оказалась заблокированной в Тихом океане.
У многих животных холодных регионов планеты (например, у мамонта и шерстистого носорога) появился густой шёрстный покров и толстый слой подкожного жира. На равнинах паслись стада оленей и лошадей, на которых охотились пещерные львы и другие хищники. А приблизительно 180 тысяч лет назад на них начали охотиться и люди — сначала неандерталец, а затем и человек разумный.
Однако многие крупные животные не смогли приспособиться к резким колебаниям климата и вымерли. Около 10 тысяч лет назад ледниковый период окончился, и климат на Земле стал более тёплым и влажным. Это способствовало быстрому увеличению численности человеческой популяции и расселению людей по всему земному шару. Они научились распахивать землю и выращивать культурные растения. Маленькие поначалу сельскохозяйственные общины разрослись, появились города, а всего через несколько тысячелетий человечество превратилось в мировое общество, использующее все достижения высоких технологий. Зато многие виды животных, с которыми люди испокон веков делили планету, оказались на грани исчезновения. Вот почему учёные часто говорят о том, что по вине человека на Земле разразилось новое массовое вымирание видов.

##### Голоценовая эпоха
Жизнь животных и растений незначительно изменялась в течение голоцена (11,7 тысячи лет назад — современность), но имеются большие перемещения в их распределениях. Множество больших животных, включая мамонтов и мастодонтов, саблезубых кошек (подобно смилодонам и гомотериям) и гигантских ленивцев начали вымирать в промежутке с позднего плейстоцена по ранний голоцен. В Северной Америке вымерли многие животные, процветавшие в других краях (включая лошадей и верблюдов). Некоторые учёные объясняют сокращение американской мегафауны расселением предков американских индейцев, но всё же большинство их утверждают, что большее влияние оказало изменение климата.
Среди археологических культур того времени можно назвать гамбургскую культуру, культуру Федермессер и Натуфийскую культуру. Возникают древнейшие города мира, как например, Иерихон на Ближнем Востоке.